# Jatrophihabitans fulvus
Jatrophihabitans fulvus es una especie de bacteria grampositiva del género Jatrophihabitans. Fue descrita en el año 2015. Su etimología hace referencia al color amarillo intenso. Es aerobia e inmóvil. Tiene un tamaño de 0,4-0,6 μm de ancho por 1-1,3 μm de largo. Forma colonias amarillas en agar R2A. Catalasa positiva y oxidasa negativa. También crece en agar TSA, NA y LB. Temperatura de crecimiento entre 20-37 °C, óptima de 30 °C. Tiene un contenido de G+C de 72,4%. Se ha aislado de suelos con hierba en Daejeon, Corea del Sur. 